# Буген

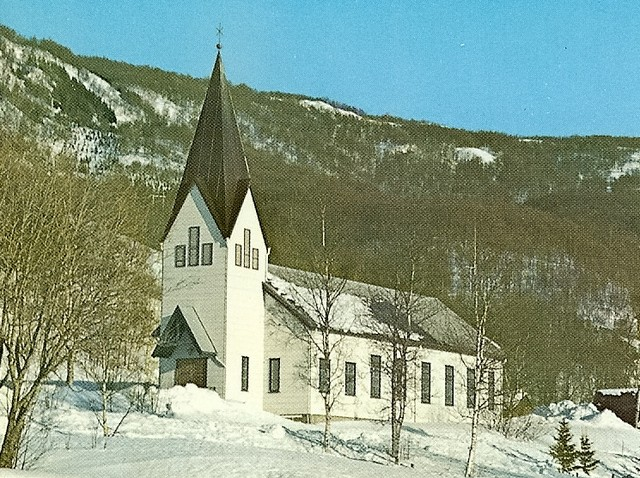
Часовня в Бугене, Март 2008 года

Буген — административный центр коммуны Эвенес в Норвегии. Население в 2009 году составляло 366 жителей.
Исторически, Буген являлся наиболее примечательным небольшим центром добычи железной руды в начале XX века и временным местом базирования немецких военных кораблей Тирпиц и Адмирал Хиппер.